# Печихино
Печихино — деревня в Краснопрудской волости Псковского района Псковской области России. Расположена в пригородной зоне областного центра города Пскова.

## География
Расположена в 4 км к северо-востоку от волостного центра Кирово и в 33 км к югу от города Пскова.

### Климат
Климат в Пскове и его окрестностях переходный от умеренно морского к умеренно континентальному, с мягкой зимой и тёплым летом. Осадков больше выпадает летом и ранней осенью. Средняя температура месяца составила +23,2 градуса.
- Среднегодовая скорость ветра — 2,4 м/с
- Средняя годовая температура — +5,9 °C
- Среднегодовая влажность воздуха — 80 %

## История
До 31 декабря 2010 года деревня входила в состав ныне упразднённой Москвинской волости.

## Население
| 2001 | 2002 | 2010 |
| ---- | ---- | ---- |
| 10   | ↘9   | ↘2   |

Численность населения деревни по состоянию на 2000 год составляла 10 жителей.

## Инфраструктура
Личное подсобное хозяйство с зоной сельскохозяйственного использования, индивидуальная застройка усадебного типа.
Основа экономики — сельское хозяйство.

## Транспорт
Деревня доступна автотранспортом. Автобусное сообщение с райцентром. Остановка общественного транспорта «Печихино». 